# Campbell (California)
Campbell es una ciudad situada en el condado de Santa Clara, California, Estados Unidos. Tiene una población estimada, a mediados de 2023, de 41 700 habitantes.
Es parte del área metropolitana de San José.

## Geografía
La localidad está ubicada en las coordenadas 37°16′49″N 121°57′12″O / 37.28028, -121.95333 (37.280244, -121.953296). Según la Oficina del Censo, tiene una superficie total de 15.76 km², de los cuales 15.75 km² corresponden a tierra firme y 0.01 km² están cubiertos de agua.

## Demografía

### Censo de 2020
Según el censo de 2020, en ese momento la ciudad tenía una población de 43 959 habitantes. La densidad de población era de 2791.05 hab./km².
| Raza                   | Porc.  |
| ---------------------- | ------ |
| Blancos                | 51.0%  |
| Afroamericanos         | 2.5%   |
| Amerindios             | 0.8%   |
| Asiáticos              | 24.2%  |
| Isleños del Pacífico   | 0.3%   |
| De otras razas         | 8.4%   |
| De una mezcla de razas | 12.8%  |
| Total                  | 100.0% |

Del total de la población, el 19.2% eran hispanos o latinos de cualquier raza.

### Estimación 2019-2023
Según la estimación 2019-2023 de la Oficina del Censo, los ingresos medios de los hogares de la localidad son de $147,128 y los ingresos medios de las familias son de $183,906. Los ingresos per cápita en los últimos doce meses, medidos en dólares de 2023, son de $82,016. Alrededor del 5.3% de la población está por debajo de la línea de pobreza.